# Ecser
Ecser è un comune della contea di Pest, parte dell'area metropolitana di Budapest, Ungheria. Ha una popolazione di 3 534 abitanti (2008) e conta una consistente minoranza slovacca.
Ecser si trova a sud-est di Budapest, vicino al Aeroporto di Budapest-Ferihegy. Confina con Maglód, Vecsés, Gyömrő e Üllő. Ad Ecser passa la linea ferroviaria 120a (Budapest-Újszász-Szolnok).

## Amministrazione

### Gemellaggi
- Zlaté Klasy, Slovacchia
- Kumbağ, Turchia